# Fish!
Fish! ist ein Computerspiel von Magnetic Scrolls aus dem Jahr 1988. Das Textadventure, in dem man einen Agenten spielt, wurde für mehrere Heimcomputer veröffentlicht.

## Handlung
Fish! spielt in einer fiktiven Welt, in der ein interdimensionaler Geheimdienst seine Agenten durch die Dimensionen aussendet, um das Böse zu bekämpfen. In der Zieldimension übernehmen die Agenten zur Ausübung ihrer Aufgabe einen fremden Körper und kontrollieren dessen Handlungen. Der Spieler übernimmt die Rolle von Agent 10, der zu Beginn des Spiels einen Sonderurlaub im Körper eines Goldfischs genießt. Überraschend bekommt er durch seinen Vorgesetzten Colonel Panchax den Auftrag, einen Anschlag der interdimensionalen Terroristengruppe Seven Deadly Fins zu verhindern. Zunächst muss er ein von den Terroristen gestohlenes und in drei Teile zerlegtes Artefakt wiederbeschaffen. Anschließend gilt es, die Wasserwelt Hydropolis vor der Austrocknung durch die Terroristen zu retten.

## Spielprinzip und Technik
Fish! ist ein Textadventure, das heißt, Umgebung und Geschehnisse werden als Bildschirmtext aus- und die Handlungen des Spielers ebenfalls als Text über die Tastatur eingegeben. In fast allen Versionen werden die Szenerie illustrierende Standbilder angezeigt; lediglich die Spectrum-+3- und die Apple-II-Versionen müssen wegen des begrenzten Speichers ohne jede grafische Untermalung auskommen. Insgesamt gibt es 30 dieser Bilder, bei denen es sich um nachbearbeitete Fotografien handelt. In den 16-Bit-Versionen gibt es zwischen Bild und Textfeld ein mit der Maus bedienbares Pull-Down-Menü, in dem Spieleinstellungen vorgenommen und Spielstände angelegt und geladen werden können.
Der Spielverpackung waren mehrere Beilagen beigelegt, die zum Teil durch Referenzierung im Spiel einen Kopierschutz darstellten. Der Erstauflage des Spiels waren beigelegt:
- ein gedrucktes Missionsbriefing, gleichzeitig Handbuch und Hintbook
- ein Chart mit Umrissen diverser Fischarten (Kopierschutz durch Referenzierung im Spiel)
- eine Wochenkarte für den fiktiven Hydropolis Underground Omnibus
- eine gedruckte Anleitung zur Pflege von Aquariumsfischen

## Produktionsnotizen
Die Produktion des Spiels dauerte über ein Jahr. Es geht zurück auf eine initiale Idee von Molloy und South, die ein möglichst schwieriges grundlegendes Setting für ein Adventure entwickeln wollten. Für die technische Realisierung zuständig waren:
- Programmierung: Richard Huddy, Bob Coles
- Grafik: Geoff Quilley, Alan Hunnisett, Chris Kent, Richard Selby, Tristan Humphries, Duncan McLean
- Musik: John Molloy

Fish! wurde 1991 als Teil der Magnetic Scrolls Collection erneut veröffentlicht. Molloy und South arbeiteten eine Zeit lang an einem Nachfolger namens „Fish 2: Fish Harder“, der ein Online-Multiplayer-Spiel werden sollte, kamen aber über das Konzeptionierungsstadium nie hinaus.
Der im Handbuch aufgelistete Terrorist „Chuckette Cementhead“ wird durch ein Bild von John Molloys Sohn John bebildert.

## Rezeption
Die deutsche Happy Computer lobte die Grafiken und den Parser des Spiels.
Die britische Computer & Video Games hob primär den Wortwitz des Spiels hervor („most pun packed adventure ever“) und bezeichnete es als „schlichtweg verrückt“.
Die Computer & Video Games verlieh dem Spiel im Rahmen zur Wahl des Golden Joystick Awards 1989 die Auszeichnung „Best Adventure Game 16bit“.